# نجم بين المجرات

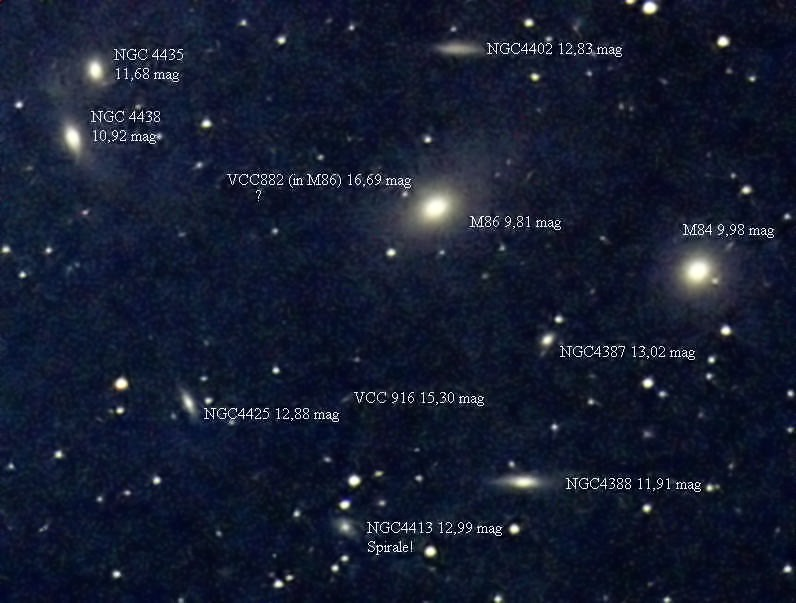
تجمع مجرات العذراء ، حيث اكتشفت ظاهرة النجوم المارقة لأول مرة.

نجم بين المجرات أو نجم مارق (بالإنجليزية: intergalactic star أو rogue star) هو نجم لا يوجد ضمن مجرة. مثل تلك النجوم النادرة الوجود تتحرك سريعا ولا تتبع نظاما نجميا معيناً. هذه النجوم كانت مصدر الكثير من النقاش في الأوساط العلمية خلال أواخر التسعينات ويعتقد وجودها نتيجة تصادم المجرات، أو انفصال النجوم الثنائية عند اقترابها من ثقب أسود (معظم المجرات تمتلك ثقبا أسودا في مركزها، ويعزى لها تكون مجرة حولها؛ بين البحث أنه يوجد في مركز مجرتنا ثقب أسود تبلغ كتلته مليونَي كتلة شمسية).

## الإستكشاف
كان الاعتقاد السائد أن النجوم لا توجد إلا في المجرات لكن تم دحض هذه الفكرة سنة 1997 مع اكتشاف نجم مارق. كان أول اكتشف في تجمع مجرات العذراء ، يعتقد الآن ان هناك تريليون نجم من هذا النوع.
النجوم المارقة يتناول «مشكلة الباريون المفقود» . الباريونات، فئة من الجسيمات دون الذرية مثل البروتونات والنيوترونات التي تشكل نواة الذرات في المادة العادية. تتطرق العديد من نظريات تشكيل وتطور الكون إلى هذه المعضلة وتشير إلى أن الباريونات ينبغي ان تكون أكثر من تلك التي عثر عليها العلماء.

## معلومات
على الرغم من أن الطريقة التي تنشأ بها هذه النجوم لا يزال لغزا، فالنظرية الأكثر شيوعا هو أن اصطدام اثنين أو أكثر من المجرات يمكن يرمي بعض النجوم خارجا إلى مناطق فارغة من الفضاء بين المجرات. ويعتقد أن هذه النجوم المارقة قد تأتي من المجرات الصغيرة للغاية، لأن جاذبيتها ضعيفة وسهلة الإفلات . 

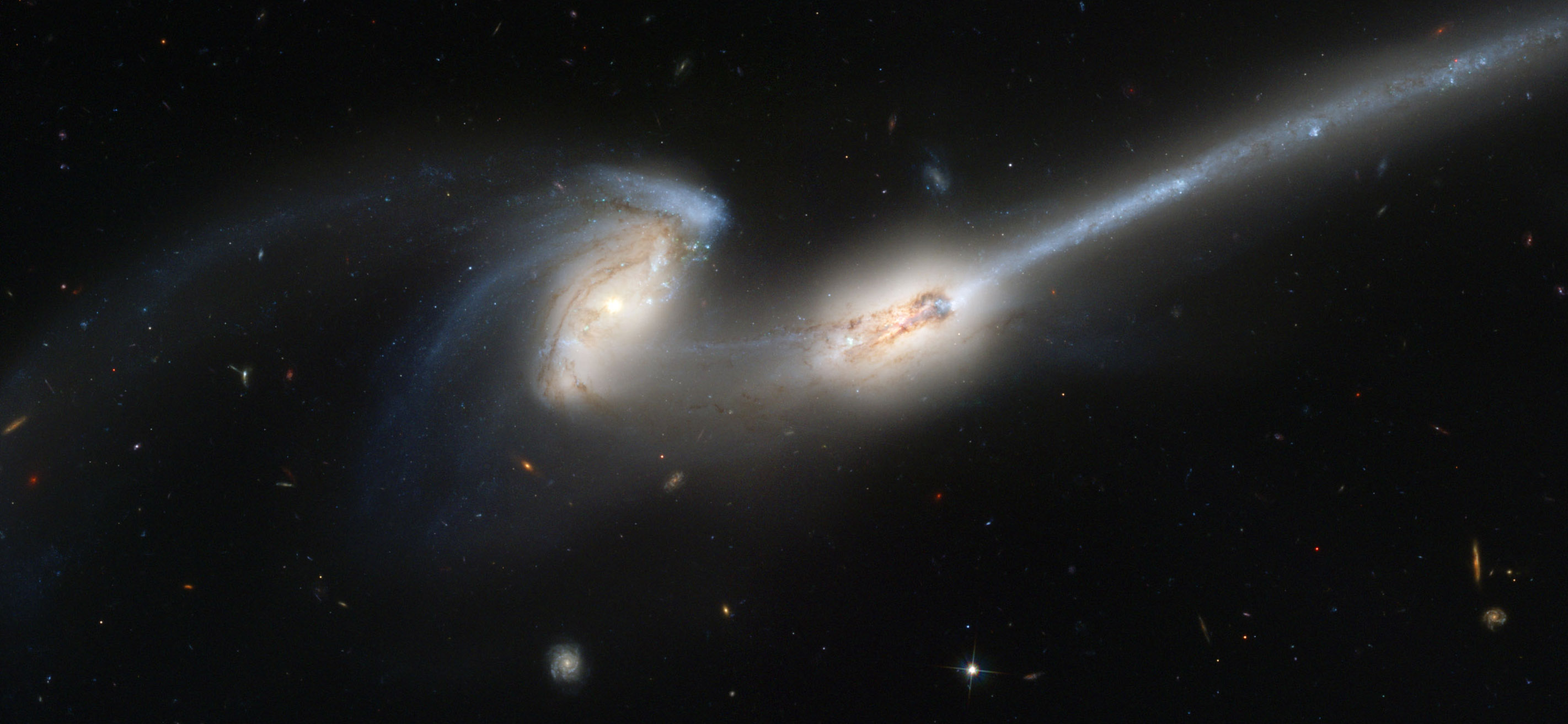
التصادم بين المجرات قد يكون مصدر النجوم المارقة.

نظرية أخرى تقول أن النجوم يمكن ان تخرج من مجرة بسبب ثقب أسود فائق الضخامة في هذه الحالة، النجم المارق يكون مصاحبا لنجم اخر (نجم ثنائي)، حيث يتم سحب احداهما في الثقب الأسود وسط المجرة اما النجم الأخر يتحرك لمسافة قريبة من الثقب ثم ينسل من جاذبيته. يكتسب النجم سرعة عالية جدا تمكنه من الهروب خارج جاذبية المجرة، ويسمى نجم الفائق السرعة.

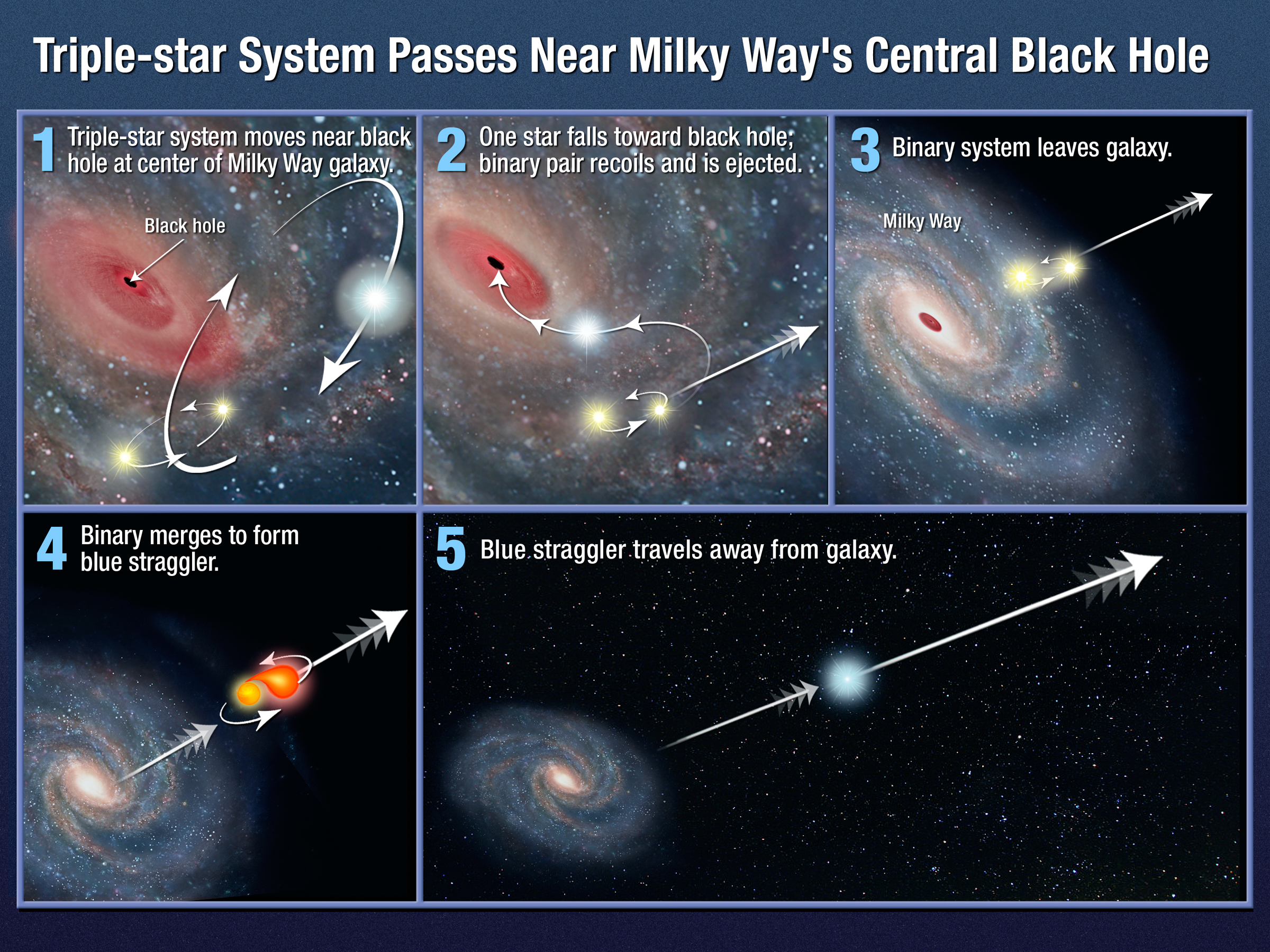
فرضية هروب نجم مارق من ثقب أسود فائق الضخامة

## تاريخ الرصد
في عام 1997 اكتشف تلسكوب هابل عدد كبير من النجوم المارقة في تجمع مجرات العذراء. ولاحقا اكتشف العلماء مجموعة أخرى في مجموعة مجرات الكور.
في الآونة الأخيرة لاحظ الفلكيون توهج خافت في خلفية السماء، قد يكون مصدره النجوم المارقة. ويشير هذا الاكتشاف إلى ان مايقرب من نصف مجمل النجوم في الكون تتواجد خارج المجرات المعروفة: "جاءت هته النتائج من تجربة الأشعة تحت الحمراء للخلفية الكونية (CIBER)، حيث حلق مسبار لفترة وجيزة في الفضاء في 2010 و 2012 على متن صاروخ تجارب. وارتفع المسبار فوق الغلاف الجوي، ومسح خمس مناطق في الفضاء لمدة دقيقة لكل منطقة لجمع أكبر عدد ممكن من جسيمات الضوء الكوني. وجرى التحليق في أوقات مختلفة من السنة، عندما بدأ العلماء التدقيق في البيانات أدركوا أن الضوء ليس أحمر بما فيه الكفاية المتوقع من المجرات القديمة إنما الضوء قادم من شيء أقرب وأكثر حداثة مثل النجوم العادية .
بعض تقرير علماء الفلك من جامعة فاندربيلت تشير إلى ان أكثر من 675 نجوم مارق موجود في حافة مجرة درب التبانة، وبين مجرة المرأة المسلسلة ومجرة درب التبانة. وأن هذه النجوم فائق السرعة وقد خرجت من مجرة درب التبانة. في مجملها عملاقة حمراء، يعني أن لديها «معدنية» عالية (بالمقارنة مع نسبة العناصر الكيميائية الأخرى من الهيدروجين والهليوم) هذا يدل على أن أصل النجم من مكان داخلي للمجرة، عكس النجوم التي تكون في الحواف حيث انها منخفضة المعدنية وأكبر سنا.
في عام 2005، في مركز سميثسونيان للفيزياء الفلكية، وارن براون وفريقه حاول قياس سرعة النجوم الفائقة السرعة باستخدام تقنية دوبلر. ووجدو انها في حدود الدنيا المتوقعة من قبل الباحثين، «واحد من النجوم المارقة المكتشف حديثا يتحرك في اتجاه كوكبة الدب الأكبر بنحو 1.25 مليون ميل في الساعة. ويبعد عنا 240,000 سنة ضوئية، والآخر يتجه نحو كوكبة السرطان، بسرعة 1.43 مليون ميل في الساعة ويبعد عنا 180,000 سنة ضوئية».

## الكتلة
النسبة المئوية لكتلة هذه النجوم غير معروفة، لكن يتوقع انها أكثر من 10 % من تجمع مجرات العذراء، هذا يعني مجموع كتلة النجوم المارقة أكبر من كتلة أي مجرة المشكلة لتجمع العذراء والذي يصل عددها 2500 مجرة.

## الموقع
تم اكتشاف أول النجوم المارقة في تجمع مجرات العذراء. هذه النجوم تشكل مجموعة ضخمة وتبعد 300,000 سنة ضوئية من أقرب مجرة.
كما تم اكتشاف حوالي 675 نجم مارق على حافة المجرة، بين مجرة المرأة المسلسلة ودرب التبانة.